# 木部村 (島根県)
木部村（きべむら）は、島根県鹿足郡にあった村。現在の鹿足郡津和野町の一部にあたる。

## 地理
長野盆地に位置していた。
- 河川：津和野川、吹野川[1]

## 歴史
- 1889年（明治22年）4月1日、町村制の施行により、鹿足郡中川村、長福村、中山村、山下村、吹野村、中曽野村、豊稼村（字笹ヶ谷を除く）が合併して村制施行し、木部村が発足[2]。
- 1955年（昭和30年）1月10日 - 鹿足郡津和野町、畑迫村、小川村（一部、大字耕田・滝元・寺田・笹山・商人（一部）・直地（一部））と合併し津和野町が存続して廃止された[1][2]。

### 地名の由来
古代の中央豪族紀氏の部民が植民したことによる。